# Kerek Ferenc (zongoraművész)
Kerek Ferenc Csaba (Makó, 1948. október 31. –) zongoraművész, a Szegedi Tudományegyetem Konzervatóriumának igazgatója (2000-2003), a Zeneművészeti Karának karalapító dékánja (2003-2013) és zongora tanszékvezető tanára (1995-2013), Liszt Ferenc-díjas zongoraművész

## Élete
A makói és a szegedi iskolai évek után a budapesti Liszt Ferenc Zeneakadémia hallgatója lett, ahol Zempléni Kornél tanítványaként 1974-ben szerzett diplomát.1976-ban megnyerte a varallói Nemzetközi Debussy Zongoraversenyt. Koncertező zongoraművészként, a Filharmónia hangversenyeinek közreműködőjeként számos kortárs magyar mű bemutatója fűződik a nevéhez.
Generációk nőttek fel a keze alatt, ma már többen kollégái Szegeden, volt tanítványai közül: Zsigmond Zoltán, Pap Éva, Klebniczki György, Császár Zsuzsanna, Pethő Villő, Csikós-Szelezsán Beáta, Paragi Balázs, Koczka Ferenc.
A Magyar Rádió számos szóló- és kamaraművet rögzített előadásában, a Hungaroton Classic önálló CD-albumot készített vele. Tizenkét éve csembalistaként a Magyar Barokk Trió tagja, amellyel három CD-felvétele jelent meg. Európa szinte minden országában koncertezett.

## Díjai, elismerései
- Weiner Leó-díj zenepedagógiai munkásságért 2001;
- Magyar Felsőoktatásért Emlékplakett 2001;
- Artisjus előadóművészi díj – 4 alkalommal a magyar kortárs zeneművek kiemelkedő előadásáért;
- Liszt Ferenc-díj 2003
- Aranygyűrű – Szeged kultúrájáért 2009
- Artisjus Előadóművészi Díj (2024)[2]

## Mesterkurzusok
- Baja – Pro Musica Zenei Tábor – alapító tag – évente 1983-tól 2004-ig
- Hódmezővásárhely – Zenei tábor -alapító tag, 1986
- Assisi- Nemzetközi zenei kurzus – Bálint Jánossal 1991
- Osnabrück- mesterkurzus a Zeneművészeti Főiskolán
- Temesvár- kurzus a Vest Egyetem Zenei Fakultásán
- Békéstarhos – Zenei tabor
- Csongrád Zenei Tábor 1985
- Balassagyarmat „Zene határok nélkül” – kurzusok 1993-tól
- Szegedi Művészeti Akadémia (Nyári Akadémia) és Mesterkurzus évente
- Zongora mesterkurzus Turku 1991, 2001

## Országos és nemzetközi versenyek zsűri tagsága
- Ella Philip Nemzetközi Zongoraverseny Temesvár 2009, 2011 – zsűritag
- Farkas Ferenc Zongoraverseny Dunakeszi 2012, 2014
- Regionális Kamarazenei Verseny Sümeg 2010, 2012 zsűri elnök
- Országos Szakközépiskolai Kamaraverseny Szeged zsűri elnök 2005, 2008, 2011
- Földes Andor Zongoraverseny Budapest 2001
- Ifjú Zongoristák Csongrád megyei Találkozója Hódmezővásárhely 1994 óta évente
- Országos Négykezes Zongoraverseny Balassagyarmat 1994 óta 3 évente zsűrielnök
- Szegedi Nemzetközi Bartók Béla Zongoraverseny 2006-tól két évente
- Országos Zeneiskolai Zongoraverseny Nyíregyháza 1995-2011-ig minden alkalommal
- Országos Szakközépiskolai Zongoraverseny Békés 1992-től
- Országos Szakközépiskolai Zongoraverseny Békéscsaba 2005-től 2011-ig minden alkalommal
- Nemzetközi Simándy József Énekverseny zsűri tagja hat alkalommal
- Nemzetközi Hárfaverseny zsűri tagja két alkalommal
- Első Istók Margit Zongoraverseny, Makó 2015

## Zenei publicisztika
- Gondolatok a hangszínhallásra épülő pszeudo-abszolút halláskialakításához – Parlando, 1974
- „Felelősséggel és kötelességtudattal segítette a fiatal tehetségek kibontakozását” – gondolatok a Dunakeszin 2012-ben megrendezett V. Farkas Ferenc Zongoraverseny alkalmából – Parlando, 2013
- Hazám, hazám, te mindenem!… – gondolatok a IX. Nemzetközi Simándy József Énekverseny kapcsán – Parlando, 2013

## Előadásai
- A hangszeres művész- és tanárképzés helyzete a magyar zenei felsőoktatásban – Sümeg-2012
- Milyen eszközök állnak rendelkezésünkre, hogy zeneoktatásunk magas minőségét a jövőben is képesek legyünk fenntartani 2013. Kecskemét
- A SZTE Zeneművészeti Kar művészeti tevékenysége 2012. Szeged, SZAB Székház

## Hanghordozók
- The Classical and Baroque Bassoon – Magyar Barokk Trió, 1979
- Telemann – Parisian Quartets Nos. 1, 3, 4, 5 – Magyar Barokk Trió, Kovács Dénes, Nagy Ottó, 1982
- „Ének a vizen” – Magyar Barokk Trió, 1990
- Georg Friedrich Händel: 9 German Arias – Hamari Júlia, Magyar Barokk Trió
  - German Aria No. 5, HWV 206: Singe, Seele, Gott zum Preise – YouTube (4:15)
- Liszt: Piano Music- Hungaroton Classic HCD 31753 (1999)
  - Revive Szegedin! Op. posth. – YouTube (3:57)